# (9321) Alexkonopliv
(9321) Alexkonopliv – planetoida z pasa głównego asteroid okrążająca Słońce w ciągu 5 lat i 171 dni w średniej odległości 3,11 j.a. Została odkryta 5 stycznia 1989 roku w obserwatorium w Chiyoda przez Takuo Kojimę. Nazwa planetoidy pochodzi od Alexa Konopliva (ur. 1960), głównego specjalisty Jet Propulsion Laboratory w zakresie określenia pola grawitacyjnego dla śledzenia obiektów w obrębie Układu Słonecznego. Przed nadaniem nazwy planetoida nosiła oznaczenie tymczasowe (9321) 1989 AK.